# Communauté de communes de la Région de Saverne
Die Communauté de communes de la Région de Saverne war ein französischer Gemeindeverband mit der Rechtsform einer Communauté de communes im Département Bas-Rhin in der Region Grand Est. Sie wurde am 5. Dezember 1997 gegründet und bestand aus 28 Gemeinden. Der Verwaltungssitz befand sich im Ort Saverne.

## Historische Entwicklung
Per 1. Januar 2017 wurde der Gemeindeverband mit der Communauté de communes du Pays de Marmoutier-Sommerau zur neuen Communauté de communes de Saverne-Marmoutier-Sommerau zusammengeschlossen.

## Ehemalige Mitgliedsgemeinden
1. Altenheim
2. Dettwiller
3. Eckartswiller
4. Ernolsheim-lès-Saverne
5. Friedolsheim
6. Furchhausen
7. Gottenhouse
8. Gottesheim
9. Haegen
10. Hattmatt
11. Kleingœft
12. Landersheim
13. Littenheim
14. Lupstein
15. Maennolsheim
16. Monswiller
17. Ottersthal
18. Otterswiller
19. Printzheim
20. Reinhardsmunster
21. Saessolsheim
22. Saint-Jean-Saverne
23. Saverne
24. Steinbourg
25. Thal-Marmoutier
26. Waldolwisheim
27. Westhouse-Marmoutier
28. Wolschheim